# Lesnaja (metrostation)
Lesnaja (Russisch: Лесная) is een station van de metro van Sint-Petersburg. Het station maakt deel uit van de Kirovsko-Vyborgskaja-lijn en werd geopend op 22 april 1975. Het metrostation bevindt zich in een noordelijke buitenwijk van Sint-Petersburg en dankt zijn naam ("Bos") aan de nabijheid van de Staatsacademie voor Bosbouw en de Lesnoj prospekt (Boslaan), een straat in de omgeving.
Het station ligt 64 meter onder de oppervlakte en beschikt over een perronhal met zuilengalerijen. Het bovengrondse toegangsgebouw bevindt zich aan de Kantemirovskaja oelitsa, niet ver van de kruising met de Lesnoj prospekt. De wanden langs de sporen zijn, in overeenstemming met de naam van het station, bekleed met groene tegels.
Tussen 1995 en 2004 was het metroverkeer tussen Lesnaja en Plosjtsjad Moezjestva wegens ernstige verzakking van de tunnels gestremd. Hierdoor was de Kirovsko-Vyborgskaja-lijn in twee gescheiden trajecten verdeeld en deed Lesnaja dienst als eindpunt van het zuidelijke lijndeel.
Devjatkino  · 
Grazjdanski prospekt · 
Akademitsjeskaja · 
Politechnitsjeskaja · 
Plosjtsjad Moezjestva · 
Lesnaja · 
Vyborgskaja · 
Plosjtsjad Lenina  · 
Tsjernysjevskaja · 
Plosjtsjad Vosstanieja    · 
Vladimirskaja  · 
Poesjkinskaja  · 
Technologitsjeski institoet  · 
Baltiejskaja  · 
Narvskaja · 
Kirovski zavod · 
Avtovo · 
Leninski prospekt · 
Prospekt Veteranov